# Diga di Alaca
La diga di Alaca è una diga della Turchia nel distretto omonimo. Si trova nella provincia di Çorum